# Gianluca Ferrero
Gianluca Ferrero (Torino, 7 dicembre 1963) è un dirigente sportivo e commercialista italiano, presidente della Juventus.

## Biografia
Nel 1988 si laurea con il massimo dei voti in economia e commercio all'Università degli Studi di Torino. L'anno successivo si registra all'Ordine dei Dottori Commercialisti e degli Esperti Contabili di Torino, mentre nel 1995 si iscrive al registro dei revisori legali. Tra le esperienze maturate, ci sono anche quelle alla presidenza del collegio sindacale di Luigi Lavazza SpA, Biotronik Italia, Praxi Intellectual Property, P. Fiduciaria, Emilio Lavazza e GEDI Gruppo Editoriale.
È anche sindaco effettivo di Fenera Holding e Techwald Holding, nonché vicepresidente del consiglio di amministrazione della Banca del Piemonte, e membro dell'organo di vigilanza de Il Sole 24 Ore.
Il 18 gennaio 2023 viene nominato presidente del consiglio di amministrazione della Juventus, subentrando ad Andrea Agnelli. Al termine della stagione 2023-2024 vince il suo primo trofeo come presidente bianconero, la Coppa Italia.